# Videofonino

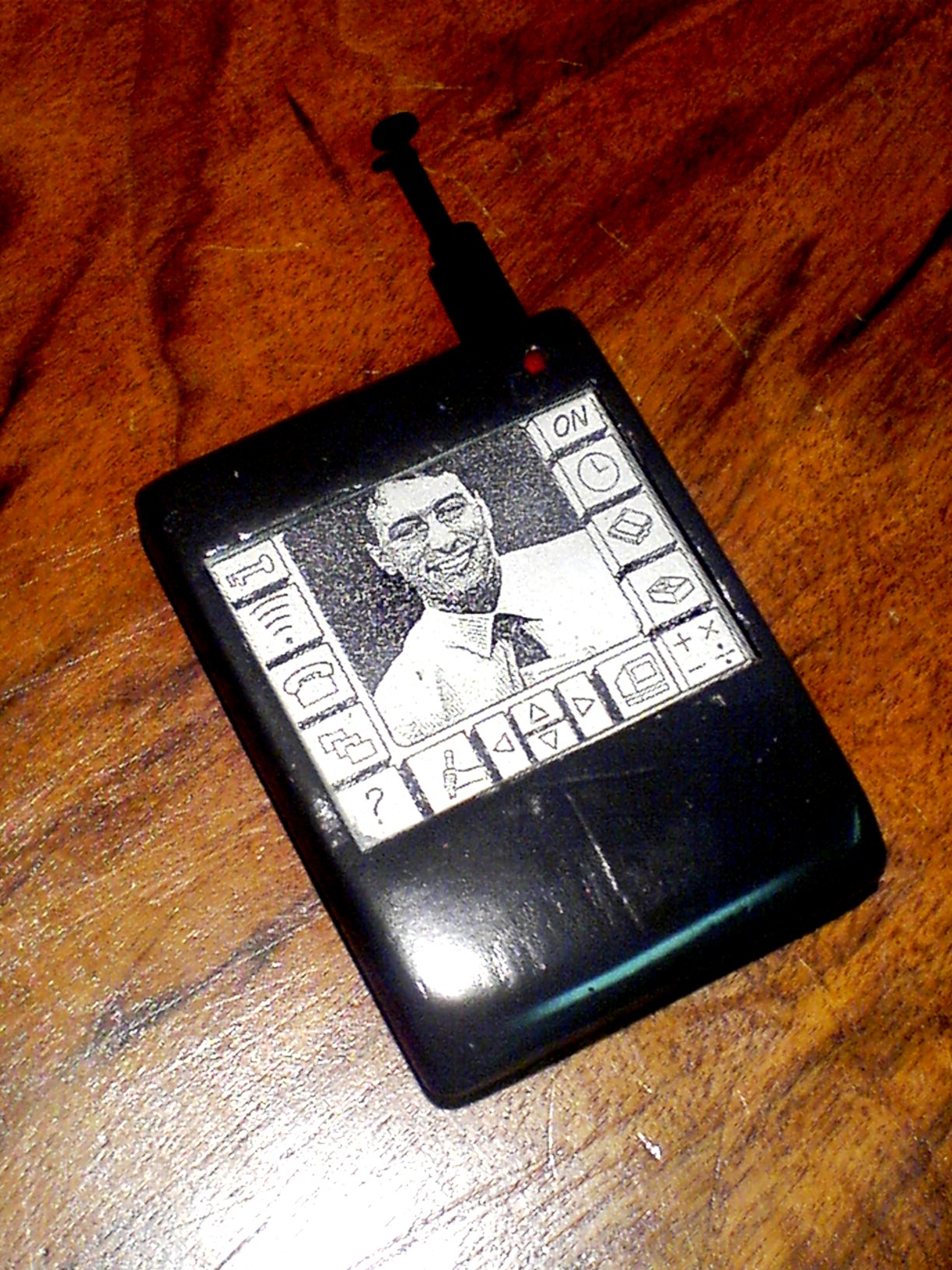
Uno dei primi prototipi di videofonino (1993, Smithsonian Institute).

Il videotelefono cellulare, più conosciuto come videofonino, è un videotelefono per la telefonia cellulare.
Il videofonino viene definito "telefonino di terza generazione" in quanto particolare tipologia di telefonino nato per gli standard di telefonia cellulare di terza generazione (3G) come l'UMTS (Universal Mobile Telecommunications System), standard nei quali è stata implementata la videotelefonia.

## Il termine "videofonino"
Il termine "videofonino" è un neologismo accolto dalle schede del Vocabolario della Crusca. È stato inoltre accolto già nel 2003 dal GRADIT, il Grande Dizionario Italiano dell'Uso di Tullio De Mauro (UTET, 1999-2000), sulla base di un suo utilizzo sul settimanale l'Espresso, ben prima che un operatore di telefonia (3 Italia) impostasse una campagna pubblicitaria per lanciare il relativo servizio.
È stato accertato anche un uso dal quotidiano Il Mattino nel corso di una intervista concessa nel 2000 dal Ministro Salvatore Cardinale, in occasione del lancio dell'asta per l'aggiudicazione delle frequenze per l'UMTS, ben prima quindi che ci potesse essere una impresa che avesse interesse a lanciare una campagna pubblicitaria.

## Caratteristiche
Oltre a ricevere e trasmettere immagini statiche e immagini in movimento, di norma un videofonino permette anche la trasmissione dati, ad esempio l'accesso ad Internet, con velocità maggiore rispetto ai cellulari di seconda generazione (2G) per i quali infatti era stato sviluppato il WAP necessitante di una minore banda di trasmissione.